# HD 135778
HD 135778 — тройная звезда в созвездии Волка на расстоянии приблизительно 403 световых лет (около 124 парсек) от Солнца. Возраст звезды определён как около 15 млн лет.
Объект околопланетной массы HIP 74865 b открыт группой астрономов в 2015 году.

## Характеристики
Первый компонент — жёлто-белая звезда спектрального класса F3V, или F2, или F4V. Видимая звёздная величина звезды — +9,255m. Масса — около 1,4 солнечной, радиус — около 1,442 солнечного, светимость — около 3,374 солнечных. Эффективная температура — около 6646 K.
Второй компонент (HIP 74865 b) — коричневый карлик. Видимая звёздная величина звезды — +13m. Масса — около 28 юпитерианских. Удалён на 0,13 угловой секунды (16 а.е.).
Третий компонент — красный карлик спектрального класса M. Масса — около 0,17 солнечной. Удалён на 90 угловых секунд (11118 а.е.).

## Планетная система
В 2019 году учёными, анализирующими данные проектов HIPPARCOS и Gaia, у звезды обнаружена планета HIP 74865 c.